# Хиабан
Хиабан (перс. خيابان‎: улица) — аллея в городах средневековой Средней Азии (Герат, Ташкент, Самарканд). Обязательным условием хиабана было наличие тенистых деревьев (тополя и чинары), что позволяет видеть в нём прототип европейских бульваров. Расстояние между деревьями было 5 зиров. Однако хиабан мог иметь несколько рядов древесных насаждений, среди которых могли быть высажены и плодовые культуры (абрикосы и персики). По обоим его сторонам обыкновенно располагались арыки в 1 зиру шириной. Хиабан мог соединять город с зияратом и иметь длину в один фарсах, а ширину в 3 зиры.